# Itaya
Genre
Classification phylogénétique
Espèces de rang inférieur
- Itaya amicorum

Itaya est un genre de palmiers de la famille des Arecaceae. On le trouve au Brésil, Colombie, et au Pérou. Il contient l'unique espèce suivante :
- Itaya amicorum

## Classification
- Famille des Arecaceae
  - Sous-famille des Coryphoideae
    - Tribu des Corypheae
      - Sous-tribu des Thrinacinae